# Phonygamminae
Phonygamminae Gray, 1846 è una sottofamiglia di uccelli Passeriformi, parte della famiglia Paradisaeidae.

## Descrizione
Questa sottofamiglia comprende numerose specie tassonomicamente affini ai cosiddetti uccelli del paradiso, ma morfologicamente piuttosto sobrie rispetto ai "cugini": le specie della sottofamiglia Phonygamminae, infatti, rassomigliano piuttosto a dei corvi, con forte becco, dimensioni piuttosto grandi per essere dei passeriformi (la manucodia crestariccia, coi suoi 44 cm di lunghezza e 430 g di peso rappresenta una delle specie più grosse e pesanti della famiglia), colorazione nella quale predominano i toni del nero, spesso con riflessi metallici blu, verdi e purpurei, e caratteristici occhi di colore rosso.

## Distribuzione e habitat
Le varie specie della sottofamiglia sono quasi tutte endemiche della Nuova Guinea e delle isole nei dintorni: fanno eccezione il corvo del paradiso (diffuso nelle Molucche) e la manucodia trombettiera, diffusa in Nuova Guinea ma anche in Australia nord-orientale.
I Phonygamminae tendono ad abitare la foresta pluviale: tuttavia, specialmente le manucodie si dimostrano piuttosto versatili, colonizzando anche aree antropizzate (purché con presenza di discreta copertura arborea) e zone più secche, spingendosi perfino in ambienti di savana.

## Biologia
Le specie di questa sottofamiglia sono timide abitatrici della canopia, diurne e amanti della vita solitaria o in coppie, sebbene specialmente nei pressi di fonti abbondanti di cibo possano esserne osservati dei gruppetti. La loro dieta è composta sia da frutta (soprattutto fichi) che da insetti e altri piccoli animali.
A differenza degli altri uccelli del paradiso, i Phonygamminae sono rigidamente monogami, con le coppie che durano per tutta la vita e collaborano nella ricerca del cibo, nella costruzione del nido, nella cova e nelle cure parentali nei confronti dei nidiacei.

## Tassonomia
La sottofamiglia è molto basale in seno alla famiglia Paradisaeidae, avendo cominciato a divergere attorno ai 10-16 milioni di anni fa. In essa sono contenute sei specie, suddivise in tre generi:
- sottofamiglia Phonygamminae
  - genere Lycocorax Bonaparte, 1853
    - Lycocorax pyrrhopterus (Bonaparte, 1850) - corvo del paradiso

  - genere Manucodia Boddaert, 1783
    - Manucodia ater (Lesson, 1830) - manucodia nera
    - Manucodia jobiensis Salvadori, 1876 - manucodia di Jobi
    - Manucodia chalybatus (J.R.Forster, 1781) - manucodia crespata
    - Manucodia comrii P.L.Sclater, 1876 - manucodia crestariccia

  - genere Phonygammus (Lesson & Garnot, 1826)
    - Phonygammus keraudrenii (Lesson & Garnot, 1826) - manucodia trombettiera

Nell'ambito della sottofamiglia, si distingue un primo clade, formato dal corvo del paradiso, ed un secondo, formato dalle manucodie.